# 陳耽
陳耽（？—185年），字漢公，東海（今山东郯城北）人，漢靈帝時以忠著稱，歷位三司。
熹平三年（174年）正月陈耽由太常拜太尉。熹平五年（176年）二月，陈耽免太尉之职。熹平六年（177年）十二月，陈耽由太常拜司空。光和元年（178年）四月陈耽免职。光和四年（181年）十月陈耽由太常拜司徒。因進言帝十常侍禍國殃民，下獄．與劉陶俱遭十常侍謀殺。